# Germain Henri Hess
Pour les articles homonymes, voir Hess.
 (mai 2008).
Si vous disposez d'ouvrages ou d'articles de référence ou si vous connaissez des sites web de qualité traitant du thème abordé ici, merci de compléter l'article en donnant les références utiles à sa vérifiabilité et en les liant à la section « Notes et références ».
Germain Henri Hess (en russe : Гесс, Герман Иванович) (7 août 1802 – 30 novembre 1850) est un chimiste et médecin. Il est à l'origine de la loi de Hess, principe de base en thermochimie.

## Biographie
Il naît à Genève dans le département du Léman, et son père est artiste. En 1805 son père déménage en Russie avec sa famille pour des raisons professionnelles. En 1822, Hess commence ses études en médecine à l'université de Tartu, qu'il terminera en 1825.
C'est sa rencontre avec Jöns Jacob Berzelius, qui le pousse à faire le saut en chimie. Il étudie avec ce dernier à l'université de Stockholm. Lorsqu'il revient en Russie, Hess se joint à une expédition menée dans le but d'étudier la géologie des monts Oural. Il établit par la suite un cabinet de médecin à Irkoutsk. Il décède le 30 novembre 1850 à Saint-Pétersbourg, à l'âge de 48 ans.

## Contributions à la science
Hess se consacre à partir de 1830 à ses travaux de chimie. Il devient professeur à l'Institut technologique de Saint-Pétersbourg. Il explique l'oxydation des sucres, d'où émane la saccharine. Il fait aussi la découverte d'un minéral que l'on baptisé hessite en son nom. Cependant, son intérêt se porte surtout sur la thermochimie, dont l'étude le mène vers la découverte du principe de la loi de Hess, qu'il publie en 1840 et pour lequel il est mieux connu.